# Чемпіонат України з американського футболу 2008
Чемпіонат України з американського футболу 2008
Сторінка недоопрацьована, у зв'язку з неповною інформацією про результати матчів та формат турніру.

## Команди учасниці
Протягом 2005–2007 років чемпіонат Українине проводився.
У 2008 році у відновленому чемпіонату України взяли участь:
Західна конференція
1. Карпатські Ведмеді (Ужгород)
2. Київські Словяни
3. Київські Витязі

Східна конференція
1. Варяги Донецьк
2. Луганські Кельти

## Календар змагань
Формат чемпіонату на 2008 рік невідомий
На даний час відомі тільки наступні результати цього чемпіонату:
Регулярний чемпіонат.
Східна конференція 
Західна конференція 
- 10.08.2008 Київські Словяни — «Карпатські Ведведі» Ужгород 6:20

6 очок — Дмитро Губарь, 88 (1 тачдаун) 
- 20.07.2008 «Витязі» Київ — Київські Словяни 0:14

6 очко — Дмитрий Сербин, 85 (1 тачдаун)

6 очок — Евгений Козачок, 1 (1 тачдаун) 

## Зведена турнірна таблиця

### Західна конференція
| Команда            | КВ   | КС   | КВ   | В | П |
| ------------------ | ---- | ---- | ---- | - | - |
| Карпатські Ведмеді | ---  | 20:6 | ?:?  | 2 | 0 |
| Київські Словяни   | 6:20 | ---  | 14:0 | 1 | 1 |
| Київські Витязі    |      | 0:14 | ---  | 0 | 2 |

### Східна конференція
| Команда          | ВД  | ??  | ЛК  | В | П |
| ---------------- | --- | --- | --- | - | - |
| Варяги Донецьк   | --- |     |     |   |   |
| ??               |     | --- |     |   |   |
| Луганські Кельти |     |     | --- |   |   |

## Плей-офф
Півфінали
- 01.11.2008 Варяги Донецьк — Київські Словяни 22:0

За 3-е місце 
- ?.?.08 ? : ?

Суперфінал 
- ?.?.2008 Карпатські Ведмеді — Варяги Донецьк 0:+